# Unterseeboot UB-126
Pour les autres navires du même nom, voir Unterseeboot 126.
L'Unterseeboot UB-126 est un sous-marin (U-Boot) allemand de type UB III utilisé par la Kaiserliche Marine pendant la Première Guerre mondiale. Il fut mis en service dans la marine impériale allemande le 20 avril 1918. 
L'UB-126 s’est rendu le 24 novembre 1918, conformément aux exigences de l’armistice avec l’Allemagne.

## Conception
Comme tous les sous-marins de type UB III, l'UB-126 avait un déplacement de 512 tonnes en surface et de 643 tonnes en immersion. Ses moteurs lui permettaient de naviguer à 13,9 nœuds (25,7 km/h) en surface et à 7,6 nœuds (14,1 km/h) en immersion. Il avait un rayon d'action de 7280 milles marins (13480 km) à sa vitesse de croisière. L'UB-126 transportait 10 torpilles et était armé d’un canon de pont de 10,5 cm SK L/45. L'UB-126 avait un équipage pouvant compter jusqu’à 3 officiers et 31 hommes.

## Historique des services
L'UB-126 a été construit par AG Weser à Brême. Après un peu moins d’un an de construction, il a été lancé à Brême le 16 avril 1918. Il a été mis en service plus tard la même année sous le commandement de l'Oberleutnant zur See Waldemar von Fischer. 

## Affectations
- IIIe flottille : du 30 juin au 11 novembre 1918

## Commandants
- Oberleutnant zur See Waldemar von Fischer[5] : du 20 avril au 11 novembre 1918

## Navires coulés
| Date            | Nom   | Nationalité | Tonnage | Destin. |
| --------------- | ----- | ----------- | ------- | ------- |
| 11 octobre 1918 | Maja  | Suède       | 1452    | Coulé   |
| 12 octobre 1918 | Laila | Norvège     | 1626    | Coulé   |